# Bitwa pod Żwańcem

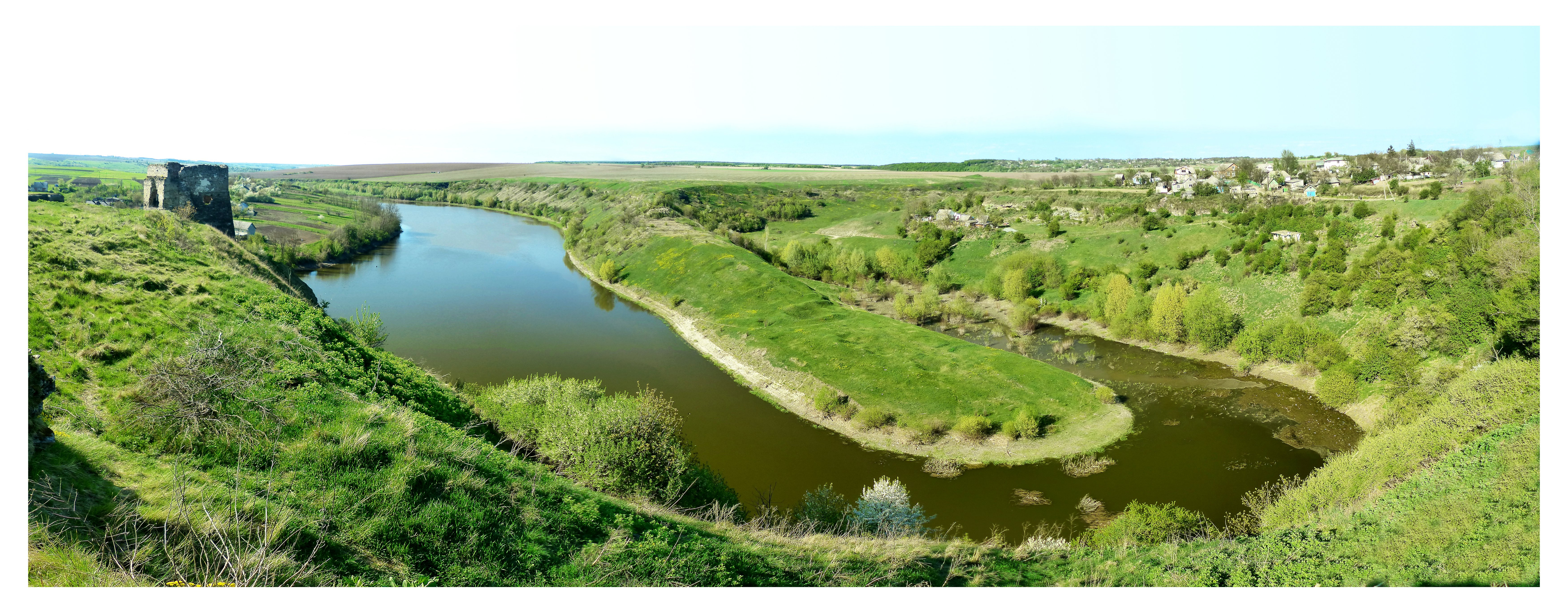
Zamek w Żwańcu (po lewej) i zakole Dniestru

Bitwa pod Żwańcem stoczona została 3–17 grudnia 1653 w czasie powstania Chmielnickiego na Ukrainie. Była ściślej ciągiem kilku mniejszych lub większych potyczek między siłami koronnymi a wojskami chana krymskiego.

## Wstęp
Kampania żwaniecka rozpoczęła się po 12 sierpnia 1653 roku (zakończenie prac Komisji Lwowskiej). Słaba, źle zaopatrzona i wyposażona armia o niskim morale wyruszyła spod Glinian 22 sierpnia podzielona na 2–3 zgrupowania (pod wodzą króla, wojewody ruskiego Stanisława Lanckorońskiego i hetmana polnego koronnego Stanisława Potockiego). 24 sierpnia doszło, na radzie wojennej, do skorygowania marszruty. Zrezygnowano z pójścia na Husiatyn, a skierowano się na odległy o 100 km Halicz. Oznaczało to, że zaledwie po 3 dniach zwyciężyła opcja defensywna w dowództwie polskim. W dniach 30 sierpnia – 7 września wojsko odpoczywało w rozległym obozie u ujścia Gniłej Lipy do Dniestru. 7 września podjęto marsz w kierunku Kamieńca Podolskiego. 10 września, na wieść o wojskach kozackich i tatarskich pod Berdyczynem, przyśpieszono marsz. Ostatecznie Kamieniec został osiągnięty 18 września. Pod Kamieńcem wojska koronne obozowały do 30 września. Zła pogoda sprawiła, że w obozie polskim plagą stała się czerwonka powodująca duża śmiertelność wśród żołnierzy. Podczas postoju dochodziło do wymiany korespondencji między Bohdanem Chmielnickim a królem. Ze swojej strony Chmielnicki prosił o wstrzymanie pochodu armii i przysłanie komisarzy na rokowania. Na naradzie w obozie część kadry dowódczej opowiadała się za podjęciem rokowań, a część za wojną. Zeznania jeńców o planach Chmielnickiego poddania się Turcji lub Moskwie, bierność nieprzyjaciela oraz wieści o koncentracji armii przeciwnika przesądziły o podjęciu wyprawy w głąb wrogiego terytorium 24 września. Następnego dnia ruszono w kierunku na Bar, Bracław i Białą Cerkiew. 
2 października w Zieleńcach Jan Kazimierz otrzymał, datowany na 25 września, list od hospodara mołdawskiego Stefana Jerzego informujący o pochodzie Ordy. W kolejnych dniach doszło do potwierdzenia tych informacji, co spowodowało zwołanie narady, na której zwyciężył pogląd o wycofaniu się na Żwaniec. 4 października wojsko opuściło Zieleńce i udało się w kierunku Żwańca, gdzie dotarło 8 października.

## Blokada
Stojąca pod Żwańcem od 8 października armia koronna na przeciwnika musiała czekać aż do grudnia. Uważa się, że początkowo dowództwo polskie planowało pozostać pod Żwańcem tylko do czasu poznania planów przeciwnika. Nie można też wykluczyć, że planowano w tym miejscu stoczyć bitwę z przeciwnikiem podobną do bitwy pod Beresteczkiem. By mieć jakiekolwiek informacje o przeciwniku rozsyłano duża liczbę podjazdów. Na skutek dużej nieudolności oraz niechęci żołnierzy utracono po 23 października jakikolwiek kontakt z nieprzyjacielem. W międzyczasie (połowa października) doszło do połączenia się wojsk Bohdana Chmielnickiego i chana. Wojska sojusznicze nie wykazywały zbyt wielkiej ochoty do walki. Dopiero w drugiej dekadzie listopada nastąpił wymarsz sił pod Husiatyn, gdzie doszło do oblężenia miasta i rozbicia obozów. Pierwsze pewne informacje o nieprzyjacielu dotarły do obozu dopiero 24 listopada (choć Tatarzy już od początku listopada operowali coraz śmielej na tyłach wojsk polskich). 25 listopada doszło do otwartego buntu posiłków siedmiogrodzkich, zduszonego przy pomocy posiłków koronnych. Bunt ten był spowodowany trudnościami aprowizacyjnymi nękającymi armię w obozie, chorobami, jak i masowymi odejściami wypraw poszczególnych ziem (20 listopada wyprawa łanowa z Sandomierza opuściła obóz).
3 grudnia doszło do największej porażki w zmaganiach pod Żwańcem. Na skutek nieostrożności powracającego oddziału Jana Kłodzińskiego (grupa została wysłana, by pomóc zabezpieczyć szlaki komunikacyjne na zachodzie) zginęło lub dostało się do niewoli ok. 400 żołnierzy. Pościg 4 tys. grupy pod wodzą Stefana Czarnieckiego i Sapiehy po przebyciu 4 mil powrócił o północy z niczym. Za powracającym polskim pościgiem podążyli Tatarzy, którzy 4 grudnia zagarnęli pod obozem duża liczbę czeladzi, wołów i koni dragońskich. Kolejne dni obfitowały w potyczki między wojskami koronnymi i podjazdami Tatarskimi.
Na skutek obustronnej niechęci do podjęcia bitwy, doszło 3 grudnia do uzgodnienia terminu rozpoczęcia komisji pokojowej i wymiany zakładników. Chan Islam III Girej, który prowadził politykę niedopuszczania do nadmiernego wzmacniania żadnego z aktorów sceny międzynarodowej, nie zamierzał doprowadzić do katastrofy polskiej armii. Do obu obozów dotarły również wieści o postanowieniach Ziemskiego Soboru Rosji, który deklarował chęć wzięcia Ukrainy pod protekcję i rozpoczęcia wojny z Rzecząpospolitą. W tej sytuacji 13 grudnia komisarze polscy i Tatarzy rozpoczęli rozmowy, które zakończyły się 15 grudnia zawartym pod Kamieńcem uzgodnieniem separatystycznego porozumienia. Wedle relacji Bogusława Radziwiłła, z woli chana nie doszło do zawarcia pisemnego traktatu i poprzestano jedynie na słownych porozumieniach. Bardzo interesujące jest to, że Tatarzy uzgadniając z Polakami ugodę, nie raczyli o tym fakcie poinformować swojego kozackiego sojusznika. Wręcz przeciwnie, Sefer Gazi wyjaśnił, że celowo nie dopuszczono Kozaków do rozmów, bowiem są to „chłopi”. W dniu 16 grudnia komisarze polscy powrócili do obozu pod Żwańcem, gdzie po odparciu oskarżeń o kapitulację wobec Tatarów, rozpoczęto powolny wymarsz do domu (19 grudnia oddziały opuścił Jan Kazimierz). Bohdan Chmielnicki zniechęcony postępowaniem sojusznika podążył (po 16 grudnia), po zwołaniu rady i uzgodnieniu planu dalszych działań pod Perejasław, gdzie w styczniu 1654 roku doszło do Ugody perejasławskiej pomiędzy Kozakami i Carstwem moskiewskim. W następstwie Ugody perejasławskiej Moskwa rozpoczęła przeciwko Rzeczypospolitej działania wojenne (wojna polsko-rosyjska (1654–1667)).
Nierozstrzygnięta kampania żwaniecka zakończyła się w efekcie na warunkach nie do przyjęcia dla Polaków i Kozaków, a usatysfakcjonowała jedynie Tatarów.

## Oceny historyków
Tomasz Święcki oceniał, zdaje się, położenie polskie jako krytyczne, sam zaś przebieg walk pominął. Opisał działania pod Żwańcem bowiem tak:

[Król] jedynie z ostatniego niebezpieczeństwa tak iak i pod Zborowem uiąwszy sobie Tatarów wyratować się potrafił (...).

Z kolei ks. Michał Krajewski skwitował zaś działania militarne jako mało istotne:

[Król] w miesiącu październiku posunął się pod Żwaniec, gdzie po różnych mniejszych utarczkach stanęła nakoniec ugoda z Tatarami dnia 16 grudnia (...)

Adam Kersten:

''może być (...) świetnym przykładem bezmyślności i nieudolności w prowadzeniu działań wojennych